# Friday Bridge
Friday Bridge ist eine schwedische Pop-Band aus Stockholm. Sie hat seit 2004 zwei Alben veröffentlicht. Ihre Musik wird als Mischung von elektronischer Popmusik aus den 1980er Jahren und Musik des 18. Jahrhunderts beschrieben – vor allem aufgrund des Cembalo-Einflusses. Der Name der Band ist ein Dorf in Cambridgeshire in Großbritannien.

## Diskografie
- 2004: The Lady Julie (EP, Best Kept Secret LIE084)
- 2005: Friday Bridge 2 (EP, Bedroom BED025)
- 2006: The End of the Affair / Be There (Split-7″)
- 2007: Intricacy (Album, But Is It Art? ART005)
- 2009: Bite My Tongue (Album, But Is It Art? ART012)